# Rhynchospora semiinvolucrata
Rhynchospora semiinvolucrata är en halvgräsart som beskrevs av Jan Svatopluk Presl och Karel Presl. Rhynchospora semiinvolucrata ingår i släktet småag, och familjen halvgräs.
Artens utbredningsområde är Peru. Inga underarter finns listade i Catalogue of Life.